# Russel Schroeder
Russel K. Schroeder est un dessinateur américain né en 1943 travaillant principalement pour les studios Disney.

## Biographie
Il rejoint la société Disney en 1971 à Walt Disney World Resort comme artiste puis devient artiste de personnage pour la division des produits de consommations.
En 1974, il écrit une histoire de Bip Bip et Coyote, nommé The Road Runner: A Very Scary Lesson, réédité à de nombreuses reprises depuis.
En 1988, il est crédité de l'idée d'utiliser une statue de Cornélius Écoutum pour Mickey's Birthdayland au Magic Kingdom, idée aidant les imagineers qui voulaient « une statue d'un fondateur pour faire plus authentique ».
Ensuite, il rejoint Disney Publishing et passe à l'illustration de bandes dessinées et œuvres de presse, supervisant en plus les œuvres d'art des livres Disney. D'après le site INDUCKS, ses premières contributions comme dessinateur remontent à 1988. Il illustre ainsi la vie de Walt Disney et Mickey Mouse, réalise les versions livre de Mulan (1998) et Tarzan (1999).

## Publications
- (en) Russell Schroeder, The Road Runner: A Very Scary Lesson, Golden Books, 1er janvier 1974 (réimpr. octobre 1980, 1982, 1990), 24 p.
- (en) Russell Schroeder, Walt Disney: His Life in Pictures, Disney Press, 1er septembre 1996, 64 p. (ISBN 0786850434)
- (en) Russell Schroeder, Mickey Mouse: My Life in Pictures, Disney Press, 1er septembre 1997, 64 p. (ISBN 0786850590)